# Норфолк
 Тази статия е за графството в Англия.  За други значения вижте Норфолк (пояснение).  
Норфолк (на английски: Norfolk; МФА: [ˈnɔrfək], Норфък) е историческо, церемониално и административно графство в Англия, регион Източна Англия. Граничи със Северно море на север и изток и с графствата Съфолк на юг и Кеймбриджшър и Линкълншър на запад. Административен център е град Норич.